# Verfassungsschutz Nordrhein-Westfalen
Der Verfassungsschutz Nordrhein-Westfalen ist eine Abteilung des nordrhein-westfälischen Innenministeriums mit Sitz in Düsseldorf. Seine Aufgabe liegt unter anderem in der Sammlung von Informationen über politischen Extremismus. Das der Abteilung übergeordnete Innenministerium wird als Landesbehörde für Verfassungsschutz bezeichnet.

## Geschichte
Die Behörde ging aus der Düsseldorfer Informationsstelle hervor, dem „Sonderdezernat I–J“, das von der SPD-geführten Regierung schon vor Gründung der Bundesrepublik aufgebaut wurde. Ziel war es, im Fall eines SPD-Wahlsiegs bei der ersten Bundestagswahl 1949 die Informationsstelle zur Keimzelle eines einzurichtenden Inlandsnachrichtendienstes zu machen, was durch den Wahlsieg der CDU/CSU misslang. Am 1. Dezember 1949 trat Fritz Tejessy, der erst im Mai 1949 aus dem amerikanischen Exil nach Deutschland zurückgekehrt war, die Leitung an.
Der NPD-Funktionär Wolfgang Frenz war von 1961 bis 1995 als V-Mann für den Verfassungsschutz NRW tätig. Unter anderem sein Fall sorgte für das Scheitern des ersten NPD-Verbotsverfahrens. Im Junge-Freiheit-Urteil 2005 wurde der Behörde gerichtlich untersagt, die rechtskonservative Wochenzeitung Junge Freiheit zu beobachten.

## Aufgaben und Befugnisse
Aufgabe des Verfassungsschutzes Nordrhein-Westfalen ist es Daten über politischen bzw. religiösen Extremismus zu sammeln und die Öffentlichkeit über entsprechende Phänomene zu informieren. Im Verfassungsschutz-Gesetz ist diesbezüglich von „Bestrebungen, die gegen die freiheitliche demokratische Grundordnung (...) gerichtet sind“ die Rede. Als weitere Aufgaben werden dort die Beobachtung von Bestrebungen gegen den Gedanken der Völkerverständigung und Gewalttaten gegen auswärtige Belange Deutschlands sowie Spionageabwehr festgelegt.
Der Verfassungsschutz NRW darf die zur Erfüllung seiner Aufgaben die erforderlichen Informationen einschließlich personenbezogener Daten verarbeiten. Er darf, soweit nicht der Schutz des Kernbereichs privater Lebensgestaltung entgegensteht, zur Informationsbeschaffung nachrichtendienstliche Mittel anwenden. Diese sind in § 5 Abs. 2 VSG NRW – anders als beim Bundesverfassungsschutzgesetz – abschließend aufgezählt.
Die Speicherung von Personendaten ist grundsätzlich ab dem Erreichen des 16. Lebensjahres zulässig. Wenn Anhaltspunkte für den Einsatz von Gewalt oder eine geheimdienstliche Tätigkeit vorliegen, ist die Speicherung indes bereits ab dem 14. Lebensjahr erlaubt.

## Tätigkeit
Im Jahr 2023 führte der Dienst 8.600 eigene Sicherheitsüberprüfungen durch und wirkte an 784.664 behördlichen Verfahren etwa im Bereich des Waffengesetzes oder der Luftsicherheit mit. Rund 21.000 Personen wurden in diesem Jahr durch die Behörde wegen Extremismus beobachtet.
Im gleichen Jahr führte die Behörde 19 Überwachungsmaßnahmen im Bereich von Telekommunikation und Postverkehr durch. In acht Fällen ging es dabei um Rechtsextremismus, in vier Fällen um Islamismus und in sieben Fällen um geheimdienstliche oder sicherheitsgefährdende Tätigkeiten. Betroffen von den Maßnahmen waren insgesamt 76 Personen oder Organisationen.
Die Anzahl der verdeckten Accounts, die der Verfassungsschutz NRW oder der polizeiliche Staatsschutz in Sozialen Netzwerken unterhält, wird von der Landesregierung als „im dreistelligen Bereich“ angegeben (Stand: Januar 2025).

## Organisation
Der Verfassungsschutz NRW ist in Abteilung 6 des Innenministeriums des Landes NRW organisiert. Die Abteilung ist in drei Gruppen aufgeteilt. Diesen Gruppen wiederum sind jeweils vier bis sechs Referate nachgeordnet (Stand: Februar 2025):
- Gruppe 60: Organisation und Rechtsangelegenheiten der Abteilung, Mitwirkungsangelegenheiten, Observation
  - Referat 601: Nachrichtendienstliche Organisations- und Haushaltsangelegenheiten, Fachdateien
  - Referat 602: Grundsatz- und Rechtsangelegenheiten der Abteilung, Auskunftsersuchen, G 10, Datenschutz nach dem VSG NRW
  - Referat 603: Mitwirkungsangelegenheiten und Personenüberprüfungen, Materieller Geheimschutz
  - Referat 604: Observation
- Gruppe 61: Prävention, Cyberanalysen, Spionageabwehr, ND-IT, Ermittlungen
  - Referat 611: Wirtschaftsschutz
  - Referat 612: Ermittlungen, Tarnmittel, Quellenverwaltung
  - Referat 613: Spionage- und Cyberabwehr
  - Referat 614: Prävention, Aussteigerprogramme
  - Referat 615: IT- und Cyberkompetenzzentrum im Verfassungsschutz
- Gruppe 62: Berichtswesen, Extremismus, Terrorismus
  - Referat 621: Öffentlichkeitsarbeit der Abteilung
  - Referat 622: Auswertung und Beschaffung Islamismus und islamistischer Terrorismus
  - Referat 623: Auswertung und Beschaffung Rechtsextremismus und -terrorismus
  - Referat 624: Auswertung und Beschaffung Linksextremismus und -terrorismus, Auslandsbezogener Extremismus und Terrorismus
  - Referat 625: Operative Fallbearbeitung, Islamismus und islamistischer Terrorismus
  - Referat 626: Operative Fallbearbeitung, Rechtsextremismus und -terrorismus

## Mitarbeiter und Budget
Im Jahr 2024 waren dem Dienst 553 Mitarbeiterstellen zugewiesen. Das Gesamtbudget für den gleichen Zeitraum betrug 18,8 Millionen Euro. 8,6 Millionen Euro davon waren für den Bereich Prävention vorgesehen.

## Kontrolle
Der Verfassungsschutz NRW unterliegt der parlamentarischen, behördlichen und öffentlichen Kontrolle. Der Landtag Nordrhein-Westfalen hat ein Parlamentarisches Kontrollgremium eingerichtet.

## Leiter
Die Leitung der Abteilung für Verfassungsschutz hatten bisher inne:
| Zeitraum                       | Name                         | Bemerkungen |
| ------------------------------ | ---------------------------- | --- |
| 01.12.1949 bis 31.12.1960      | Fritz Tejessy                | Amtsende wegen Ruhestand |
| 1960 bis 1961                  | Werner Neumann               | (kommissarisch) |
| 1961 bis 1977                  | Helmut Schütz                | Amtsende wegen Ruhestand |
| 12.05.1977 bis 01.09.1987      | Wilfried Graf von Hardenberg | zuvor Polizeipräsident in Bochum, Amtsende wegen Ruhestand |
| 04.10.1987 bis 31.08.1999      | Fritz-Achim Baumann          | Amtsende wegen Ruhestand |
| 01.10.1999 bis 2009            | Hartwig Möller               | |
| 2009 bis Juni 2012             | Mathilde Koller              | war von Dezember 1992 bis April 1996 Präsidentin des Landesamts für Verfassungsschutz in Sachsen, wechselte zum 15. April 1996 in die Sächsische Staatskanzlei, und war von 2000 bis 2002 Staatssekretärin des Landes Berlin. |
| Juli 2012 bis Ende Januar 2022 | Burkhard Freier              | war von 2001 bis 2006 freier Stellvertreter des Landesbeauftragten für Datenschutz und Informationsfreiheit NRW |
| 1. März 2022                   | Jürgen Kayser                | |